# Presidenti del Senato della Repubblica Dominicana
Il presidente del Senato della Repubblica Dominicana (in spagnolo: Presidente del Senado de la Republica Dominicana) è il capo della camera alta del Congresso della Repubblica Dominicana. In qualità di capo dell'assemblea, preside le sessioni del Senato, ha un mandato base di un anno e può essere rieletto per un ulteriore mandato.
La Repubblica Dominicana ha avuto una legislatura bicamerale nei periodi nei periodi 1844-1854, 1858-1861, 1865-1866, 1878-1880 e attualmente dal 1908. 
Di seguito la lista di tutti i presidenti del Senato dal 1854:
| Presidente                            | Mandato   | Note        |
| ------------------------------------- | --------- | ----------- |
| Benigno F. de Rojas                   | 1854      | [ 2 ] [ 3 ] |
| Tomás Bobadilla                       | 1854      | [ 2 ] [ 3 ] |
| Pedro Francisco Bonó                  | 1858      | [ 2 ] [ 3 ] |
| Valentín Ramírez Báez                 | 1866      | [ 2 ] [ 3 ] |
| Jacinto de la Concha                  | 1866      | [ 2 ] [ 3 ] |
| Ricardo Curiel                        | 1866      | [ 2 ] [ 3 ] |
| Francisco Billini                     | 1878-1879 | [ 2 ] [ 3 ] |
| Mariano A. Cestero                    | 1879      | [ 2 ] [ 3 ] |
| Leovigildo Cuello                     | 1908      | [ 2 ] [ 3 ] |
| Francisco Leonte Vásquez              | 1908-1909 | [ 2 ] [ 3 ] |
| Leovigildo Cuello                     | 1910      | [ 2 ] [ 3 ] |
| Ramón O. Lovatón                      | 1911-1913 | [ 2 ] [ 3 ] |
| Leovigildo Cuello                     | 1913-1914 | [ 2 ] [ 3 ] |
| Mario Fermín Cabral y Báez            | 1914-1916 | [ 2 ] [ 3 ] |
| Gustavo A. Díaz                       | 1924-1930 | [ 2 ] [ 3 ] |
| Mario Fermín Cabral y Báez            | 1930-1938 | [ 2 ] [ 3 ] |
| Porfirio Herrera                      | 1938-1942 | [ 2 ] [ 3 ] |
| Manuel de Jesús Troncoso de la Concha | 1943-1955 | [ 2 ] [ 3 ] |
| Mario Fermín Cabral y Báez            | 1955      | [ 2 ] [ 3 ] |
| Porfirio Herrera                      | 1955-1962 | [ 2 ] [ 3 ] |
| Juan Casasnova Garrido                | 1963      | [ 3 ]       |
| Rodolfo Valdez Santana                | 1966-1967 | [ 3 ]       |
| Miguel Ángel Luna Morales             | 1967-1968 | [ 3 ]       |
| Adriano A. Uribe Silva                | 1968-1978 | [ 3 ]       |
| Juan Rafael Peralta Pérez             | 1978-1981 | [ 3 ]       |
| Elvio A. Rodríguez                    | 1981-1982 | [ 3 ]       |
| Jacobo Majluta                        | 1982-1983 | [ 3 ]       |
| Noel Suverbi Espinosa                 | 1983-1985 | [ 3 ]       |
| Jacobo Majluta                        | 1985-1986 | [ 3 ]       |
| Florentino Carvajal Suero             | 1986-1987 | [ 3 ]       |
| Francisco Ortego Canela               | 1987-1990 | [ 3 ]       |
| Florentino Carvajal Suero             | 1990-1991 | [ 3 ]       |
| José Osvaldo Leger Aquino             | 1991-1992 | [ 3 ]       |
| Augusto Feliz Matos                   | 1992-1993 | [ 3 ]       |
| José Osvaldo Leger Aquino             | 1993-1994 | [ 3 ]       |
| Amable Aristy Castro                  | 1994-1998 | [ 3 ]       |
| Ramón Alburquerque Ramírez            | 1998-2000 | [ 3 ]       |
| Andrés Bautista García                | 2001-2003 | [ 3 ]       |
| Jesús Vasquéz Martínez                | 2003-2004 | [ 3 ]       |
| Andrés Bautista García                | 2004-2006 | [ 3 ]       |
| Reinaldo Pared Pérez                  | 2006-2014 | [ 3 ]       |
| Cristina Lizardo                      | 2014–2016 | [ 3 ]       |
| Reinaldo Pared Pérez                  | 2016-2020 | [ 3 ]       |
| Eduardo Estrella                      | 2020–     | [ 4 ]       |